# Erik Törnell
Erik Törnell, född 8 februari 1894 i Härnösand, död 3 augusti 1985, var en svensk läkare. Han var son till provinsialläkaren Gottfrid Törnell, bror till Stig Törnell och far till Gunnar Törnell.
Törnell blev medicine licentiat 1923 och medicine hedersdoktor 1948. Han var sanatorieläkare och centraldispensärläkare vid Västeråsens sanatorium i Borås 1932–60, dispensärläkare i Alingsås 1960–68 och deltidsläkare vid Hultafors sanatorium 1969–73. 
Törnell var sekreterare i Svenska sanatorieläkarföreningen 1938–52 och dess ordförande 1953–55. År 1981 utsågs han till hedersledamot i Svensk lungmedicinsk förening. Han var landstingsman 1948–66, inspektor vid Borås praktiska realskola (Särlaskolan) 1952–56 och ordförande i hälsovårdsstyrelsen 1956–67. Han författade skrifter om bland annat tuberkulos och sarkoidos.